# 仙台市交通局
仙台市交通局（せんだいしこうつうきょく）は、仙台市の地方公営企業の一つで、宮城県仙台市およびその周辺で公共交通機関などを運営している。管理部門である「総務部」、路線バス事業（仙台市営バス）を行う「自動車部」、地下鉄事業（仙台市地下鉄）を行う「鉄道管理部」及び「鉄道技術部」に分かれている。
仙台市ガス局・仙台市水道局同様、仙台市役所とは独立した庁舎を持っている。

## 沿革
詳細は各部の項を参照のこと

### 年表
- 1926年（大正15年）11月25日、仙台市電気部電車課（当時）が市電を開業[1]。
- 1942年（昭和17年）8月21日、仙台市街自動車を買収して市営バス営業を開始[1]。
- 1943年（昭和18年）11月20日、定義観光自動車、増東自動車（増東軌道の後身）、根白石自動車運輸、仙山自動車、港組を買収。
- 1945年（昭和20年）8月19日、仙台市交通部に改組。
- 1952年（昭和27年）10月1日、仙台市交通部を仙台市交通事業局に改称。
- 1955年（昭和30年）9月16日、仙台市交通事業局を仙台市交通局に改称[1]。電車部および自動車部を新設[1]。
- 1976年（昭和51年）3月31日、この日限りで市電全線廃止[1][2]。
- 1987年（昭和62年）7月15日、地下鉄南北線 八乙女 - 富沢間開業[1][3]。
- 1991年（平成3年）4月25日、市電保存館開館[1]。
- 1992年（平成4年）7月15日、地下鉄南北線八乙女 - 泉中央間開業[1]。
- 1998年（平成10年）11月2日、公式サイトを公開開始[1]。
- 2002年（平成14年）3月29日、仙台市がオムニバスタウンに指定。
- 2006年（平成18年）4月1日、バスロケーションシステム導入[1]。白沢出張所の運転・車両管理業務を5年間の期限付きでジェイアールバス東北仙台支店に委託[1]。
- 2007年（平成19年）、地下鉄東西線工事の開始。地下鉄事業の案内名称を「仙台市地下鉄」に一本化。
- 2008年（平成20年）4月1日、岡田出張所の運転・車両管理業務を5年間の期限付きで宮城交通に委託[1]。
- 2009年（平成21年）4月1日、七北田出張所の運転・車両管理業務を5年間の期限付きでJRバス東北に委託[1]。
- 2010年（平成22年）4月1日、新寺出張所開設[1]。新寺出張所の運転・車両管理業務を5年間（東仙台営業所を委託する契約のうち、最初の2年間だけ部分的に委託するもの）の期限付きで宮城交通に委託[1]。
- 2011年（平成23年）
  - 3月11日、東北地方太平洋沖地震（東日本大震災）発生。市営バスは全線で運行を停止し、安全を確認できた路線を順次運行再開[1]。岡田出張所が地震に伴う津波で被災し、機能停止に陥る[1]。地下鉄は南北線が運行停止、東西線が全工区で工事中断した[1]。
  - 3月12日、市営バスの主要幹線路線において、不定期ダイヤで運行再開[1]。岡田出張所の業務を霞の目営業所に移転して再開[1]。
  - 3月14日、地下鉄南北線を富沢 - 台原間において折り返し運転で運行再開し、台原 - 泉中央間をシャトルバスで代行運行[1]。
  - 3月28日、市営バスを休日ダイヤ運行に切り替え[1]。
  - 4月18日、市営バスを通常ダイヤ運行に切り替え[1]。
  - 4月29日、地下鉄南北線を「震災復興キッフオフデー」に合わせて全線運行再開[1]。
  - 6月1日、震災の影響で2か月遅れて市営バスのダイヤを改正[1]。東仙台営業所の運転・車両管理業務を、新寺出張所の業務委託時開始時から含めた5年間の契約で宮城交通に委託[1]。これに伴い、東仙台営業所配下にある七北田出張所が実沢営業所配下へ、新寺出張所が長町営業所配下へそれぞれ配置換。
  - 6月20日、地下鉄東西線の工事を順次再開[1]。
- 2012年（平成24年）4月1日、新寺出張所の運転・車両管理業務を、震災の影響で機能していない岡田出張所の機能と合わせる形で、暫定的に改めて宮城交通に委託[1]。これに伴い、新寺出張所が長町営業所配下より霞の目営業所配下へ配置換（岡田出張所は、霞の目営業所配下）。
- 2013年（平成25年）4月1日、霞の目営業所分室開設。新寺出張所の運転・車両管理業務を、正式に宮城交通に委託開始。併せて霞の目営業所本所一部について、「霞の目営業所分室」として同一地で独立させたうえで、別途宮城交通に委託。
- 2014年（平成26年）
  - 12月1日
    - IC乗車カード「icsca」を発行開始。
    - 定期乗車券のクレジットカード決済を開始。三菱UFJニコス（VISAおよびMasterCardブランドを含む）および七十七カード（JCBブランド[注釈 1]を含む）との決済契約締結に伴うもの。

  - 12月6日、地下鉄南北線にIC乗車カード「icsca」を導入[4]。
- 2015年（平成27年）
  - 4月1日、長町営業所の車両整備部門を民間会社に業務委託。
  - 7月29日、地下鉄南北線の仙台駅構内などに設置される4売店がファミリーマートに転換して営業を開始[5][6]。
  - 12月6日、地下鉄東西線 荒井 - 八木山動物公園間開業。icscaの地下鉄東西線およびバス利用を開始し、磁気カード（ジョイカード、スキップカード、バスカード）の発売を前日5日で終了。霞の目営業所の運転・車両業務全般を、霞の目営業所分室との委託事業所振替の形で宮城交通に委託。同時に、新寺出張所と霞の目営業所分室を統合。新寺出張所は新寺駐車場に戻る。
- 2016年（平成28年）
  - 3月26日、「icsca」と「suica」の仙台圏における相互利用サービス開始[7]。
  - 10月31日、磁気カード乗車券（ジョイカード、スキップカード、バスカード）の利用終了。
- 2017年（平成29年）12月21日、地下鉄東西線が平成29年度バリアフリー・ユニバーサルデザイン推進功労者内閣総理大臣表彰を受賞。
- 2018年（平成30年）4月1日、一般貸切旅客自動車運送事業（貸切バス）の休止。
- 2019年（平成31年・令和元年）3月29日、交通局公式Twitter（現X）開設。
- 2020年（令和2年）5月2日、地下鉄南北線・東西線コロナウイルス対応の臨時減便ダイヤ運行（5月31日まで）。
- 2022年（令和4年）3月31日、一般貸切旅客自動車運送事業（貸切バス・観光バス）の廃止。
- 2024年（令和6年）
  - 2月15日、icscaのキャラクター「イクスカすずめ」を交通局のマスコットキャラクター化。
  - 10月24日、地下鉄南北線新型車両3000系の出発式を開催。

### 事業変遷
1. 仙台市営バス（1942年8月21日 - ）
2. 特急仙台空港バス「エアポート・リムジンバス」（貸切：1957年4月 - 、路線バス：1965年12月1日 - 2007年3月17日）
3. 仙台市観光シティループバス「るーぷる仙台」（1999年5月13日 - ）
4. 仙台市電廃止代替バス路線「グリーンバス」（1976年3月31日 - 1987年7月14日）
5. 仙台市電（1926年11月25日 - 1976年3月31日）
6. 仙台市地下鉄南北線（1987年7月15日 - ）
7. 仙台市地下鉄東西線（2015年12月6日 - ）

※ 1年毎の西暦以外の縦線は、昭和・終戦・平成および現在。

## 事業
自動車事業
仙台市営バス
- るーぷる仙台（市内観光地循環バス）
- エアポート・リムジン（仙台空港特急バス） - 2007年3月17日廃止

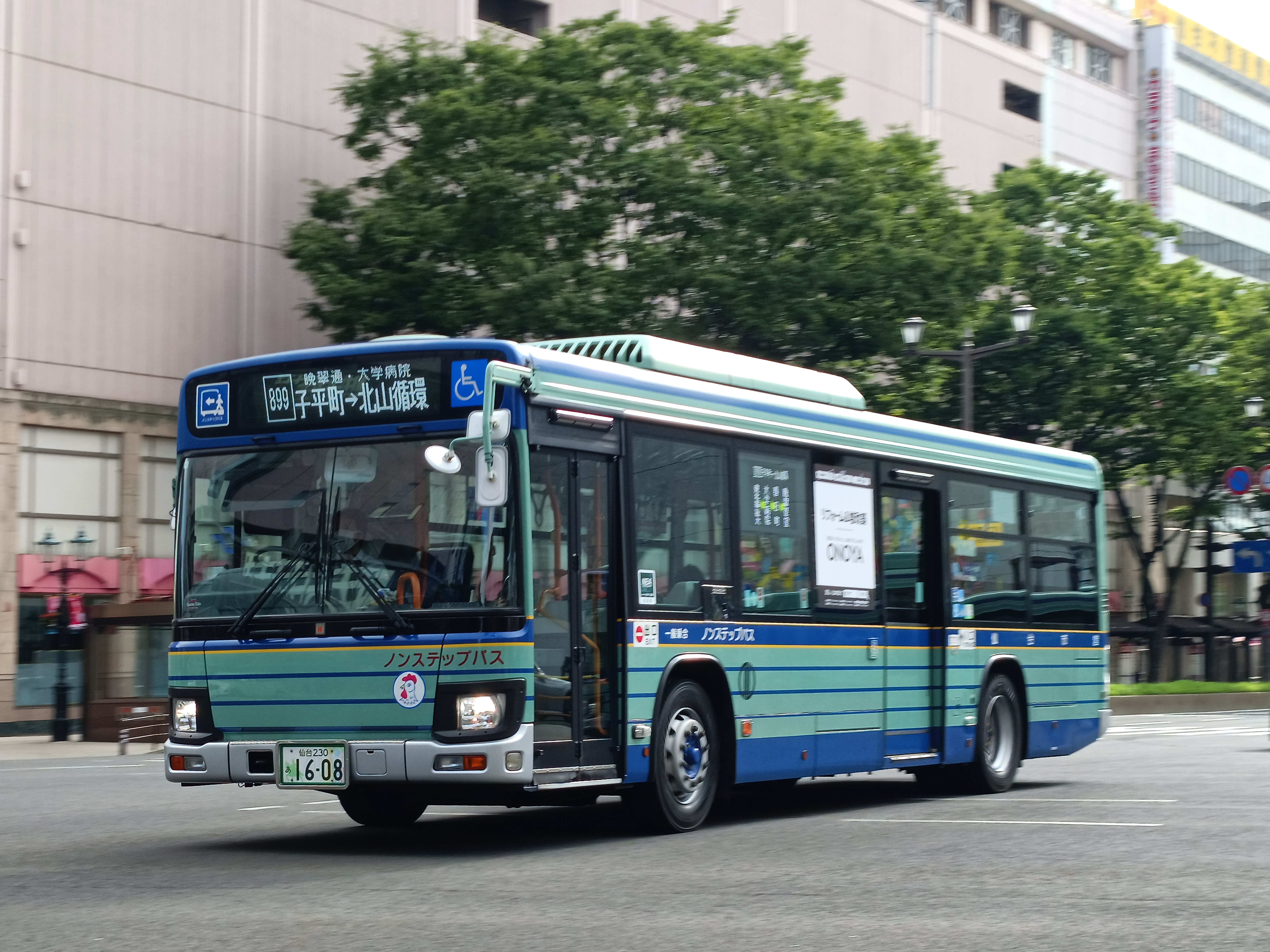
一般乗合車両（2024年8月2日）
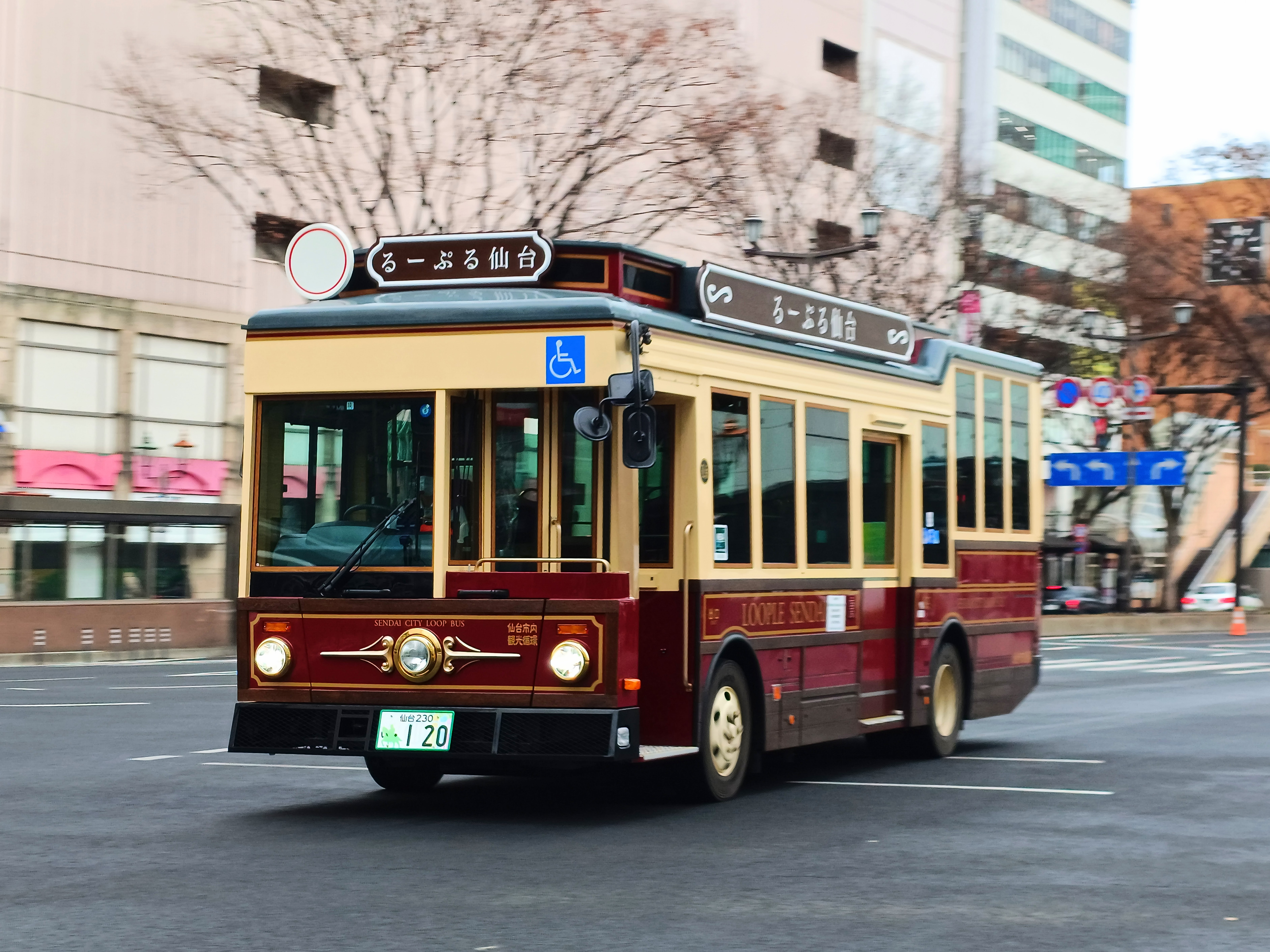
るーぷる仙台（2022年12月19日）
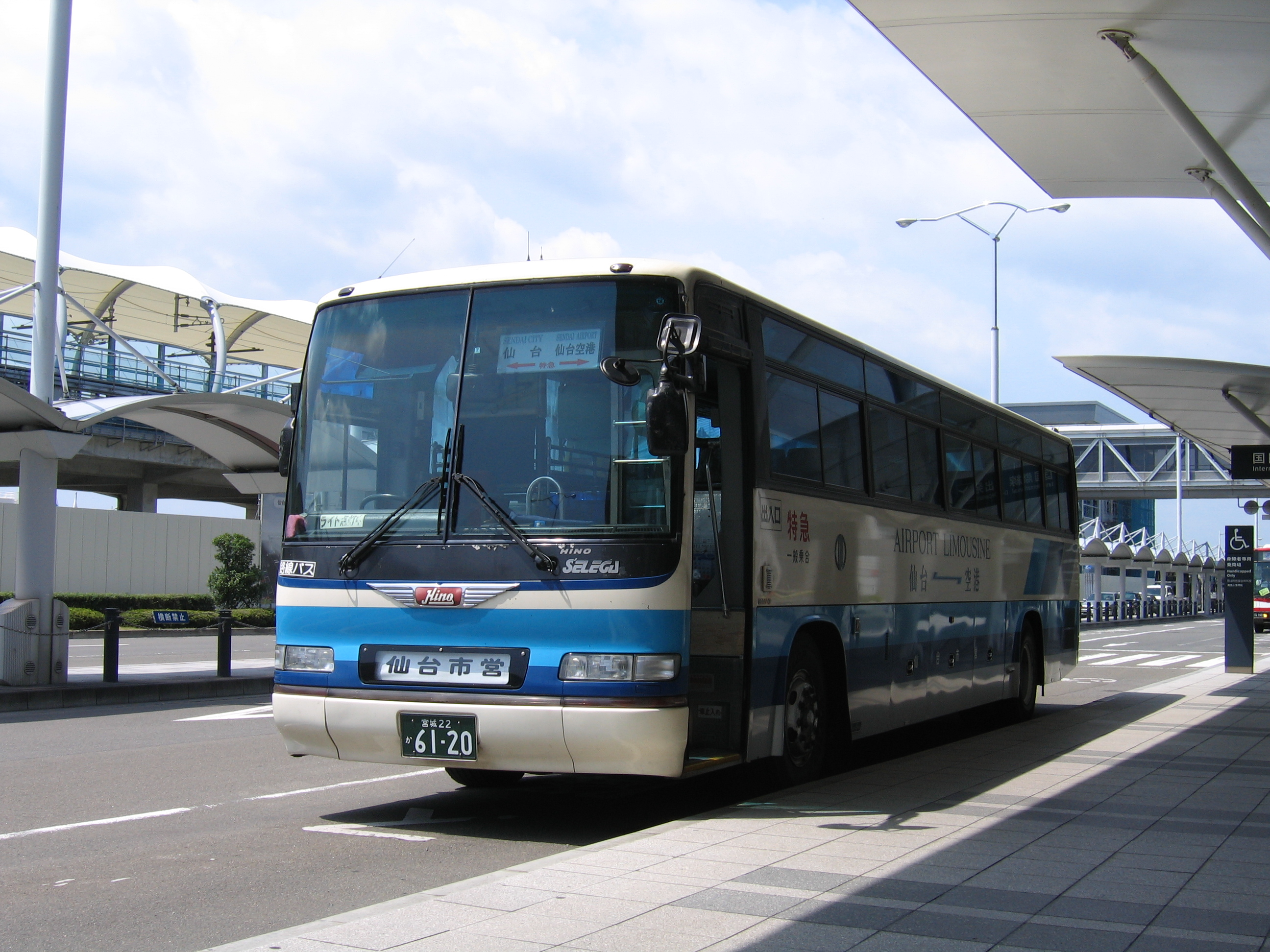
エアポート・リムジンバス（2006年8月5日）

高速鉄道事業
仙台市地下鉄
- 南北線
- 東西線

市電事業
仙台市電 - 1976年廃止

## 組織機構
- 交通局本庁舎（青葉区木町通1丁目）
- 総務部（総務課、経営企画課、財務課）
- 自動車部（輸送企画課、運輸サービス課、整備課、川内営業所、長町営業所、実沢営業所）
  - 川内営業所
    - 白沢出張所☆

  - 長町営業所
    - 霞の目営業所★
    - 東仙台営業所★

  - 実沢営業所
    - 七北田出張所☆
- 鉄道管理部（営業課、安全推進課、駅務サービス課、運転課、総合指令所）
  - 勾当台管区駅
  - 仙台管区駅
  - 東西線管区駅
- 鉄道技術部（施設課、車両課、電気課、富沢管理事務所、荒井管理事務所）
  - 富沢車両基地
  - 荒井車両基地

自動車部・鉄道管理部・鉄道技術部とも清掃・整備等一部業務を系列の仙台交通株式会社に委託している。
★印の営業所は宮城交通へ、☆印の出張所はジェイアールバス東北仙台支店にそれぞれ委託している拠点。